# 高志華 (加拿大政治人物)
高志華（1953/1954年—），加拿大政治人物和醫生，1988年-93年間曾任緬尼吐巴省議會議員，2001年-04年間則任卑詩省議會議員，為加拿大聯邦成立以來少數曾任兩省議員的政客之一，以及加拿大首位生於印度的省議員。他並曾在卑詩省省長金寶爾內閣中任職精神健康省務廳長，和移民及多元文化服務省務廳長。

## 早年生活和事業
高志華來自印度旁遮普邦古爾達斯普爾縣，1977年從旁遮普大學取得醫學及外科手術學士學位，後任職臨床導師。他於1979年遷居加拿大，同年與哈林德·克萊爾（Harinder Claire）結婚，兩人育有兩名子女。他曾於紐芬蘭紀念大學實習並於沙士加通的皇家大學醫院出任住院醫師，後則改居溫尼伯並從1984年-93年間在當地擔任家庭醫生。

## 從政
1988年緬尼吐巴省省選，高志華代表緬尼吐巴自由黨競逐省議會基爾多南選區議席，擊敗進步保守黨候選人巴盧塔（John Baluta）和在該區尋求連任的新民主黨候選人多林當選省議員。自由黨在該屆省選贏取第二多議席，高志華遂成為官方反對黨一員。1990年省選，高志華改為競逐新設的楓樹選區並告連任省議員，但自由黨僅得第三多議席。他任職緬省議員期間曾任自由黨評議員，負責衛生、勞工、房屋、原住民事務、體育、以及消費者和企業事務等議題。
他於1993年6月17日辭去緬省議員職務，後與家人改居卑詩省素里，在當地開設家庭醫生診所。他於當地參與社區活動，包括出任1998年卑詩省殘疾人運動會醫療小組主席。他亦不時出席當地印裔廣播電台清談節目和亮相OMNI電視台（前稱Channel M），向印裔社群講解醫療資訊。1996年卑詩省省選，高志華代表卑詩自由黨競逐省議會溫哥華菲沙景選區議席，以380票之差敗予新民主黨候選人堅偉度。
卑詩新民主黨在往後年間面臨醜聞而民望下滑，自由黨遂以壓倒性優勢贏取2001年省選上台執政。高志華在該屆省選改為出戰素里全景嶺選區，並以逾六千票之差擊敗新民主黨候選人賴賜淳當選該區省議員。同年6月他獲省長金寶爾任命為精神健康省務廳長，2004年1月則調任移民及多元文化服務省務廳長。
他於2004年獲取聯邦自由黨候選人資格，在同年聯邦大選中代表該黨競逐新設的國會下議院菲列活—科爾斯港選區議席。他於同年3月8日卸下內閣廳長職務，再於同年5月辭任省議員。同年6月聯邦大選中他贏取11568票，敗予贏取14052票的保守黨候選人尼娜·葛瑞華而落選國會議員。
2020年卑詩省省選，高志華再度披甲上陣，代表自由黨競逐素里全景選區議席，但敗予尋求連任的新民主黨候選人辛綺麗。

## 榮譽
他於1992年獲頒加拿大聯邦成立125週年勳章，以表揚其社區服務。溫尼伯市政府則於2021年將該市西北部一條新建道路以他命名為志華徑（Cheema Drive）。

## 外部連結
- 维基共享资源上的相關多媒體資源：高志華